# Cyclocheilichthys armatus
 Cyclocheilichthys armatus és una espècie de peix cipriniforme de la família dels ciprínids.

## Morfologia
Els mascles poden assolir els 23 cm de longitud total.

## Distribució geogràfica
Es troba a les conques dels rius Mekong, Chao Phraya i Xe Bangfai. També present a Malàisia, Indonèsia i les Filipines.